# Primula bella
Primula bella är en viveväxtart. Primula bella ingår i släktet vivor, och familjen viveväxter.

## Underarter
Arten delas in i följande underarter:
- P. b. bella
- P. b. coryphaea
- P. b. sciophila